# Josh Dubovie

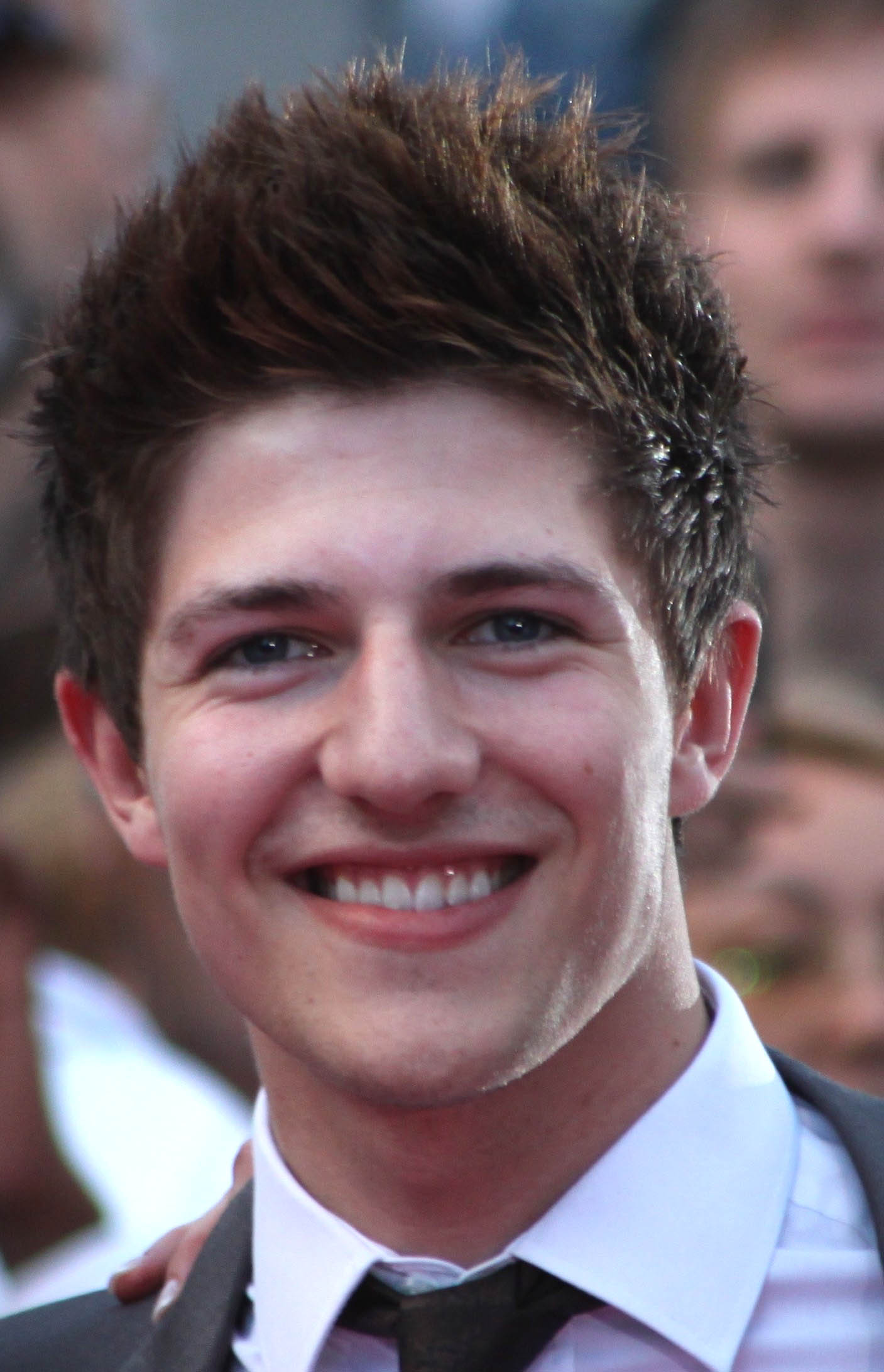
Josh Dubovie no Festival Eurovisão da Festa de Boas Vindas, em Oslo

Josh Dubovie é um cantor do Reino Unido.
Irá representar o seu país, o Reino Unido, no Festival Eurovisão da Canção 2010, em Oslo, Noruega, com a música That Sounds Good to Me, cantada exclusivamente em inglês.